# Edith González
Edith González-Fuentes (født 10. december 1966 i Monterrey, død 13. juni 2019) var en mexicansk skuespillerinde.